# 董肇胤
董肇胤（1557年—？），字善初，號里蒙，應天府江寧縣民籍，浙江台州府臨海縣人，明朝政治人物。

## 生平
萬曆元年（1573年）癸酉科應天鄉試一百二十四名，萬曆十四年（1586年）丙戌科會試一百六十五名，登三甲第二百七十三名進士。吏部观政，历官廣東右参政，四十年八月升本省按察使，遷广西右布政使，四十三年六月升廣東左布政使。

## 家族
曾祖董材，曾任訓導；祖父董遠，曾任庠生；父董守緒，曾任知縣。母錢氏。具庆下。弟傅胤、昌胤，俱庠生；輝胤、延胤、元胤、錫胤、天胤、安胤。